# Chiusa

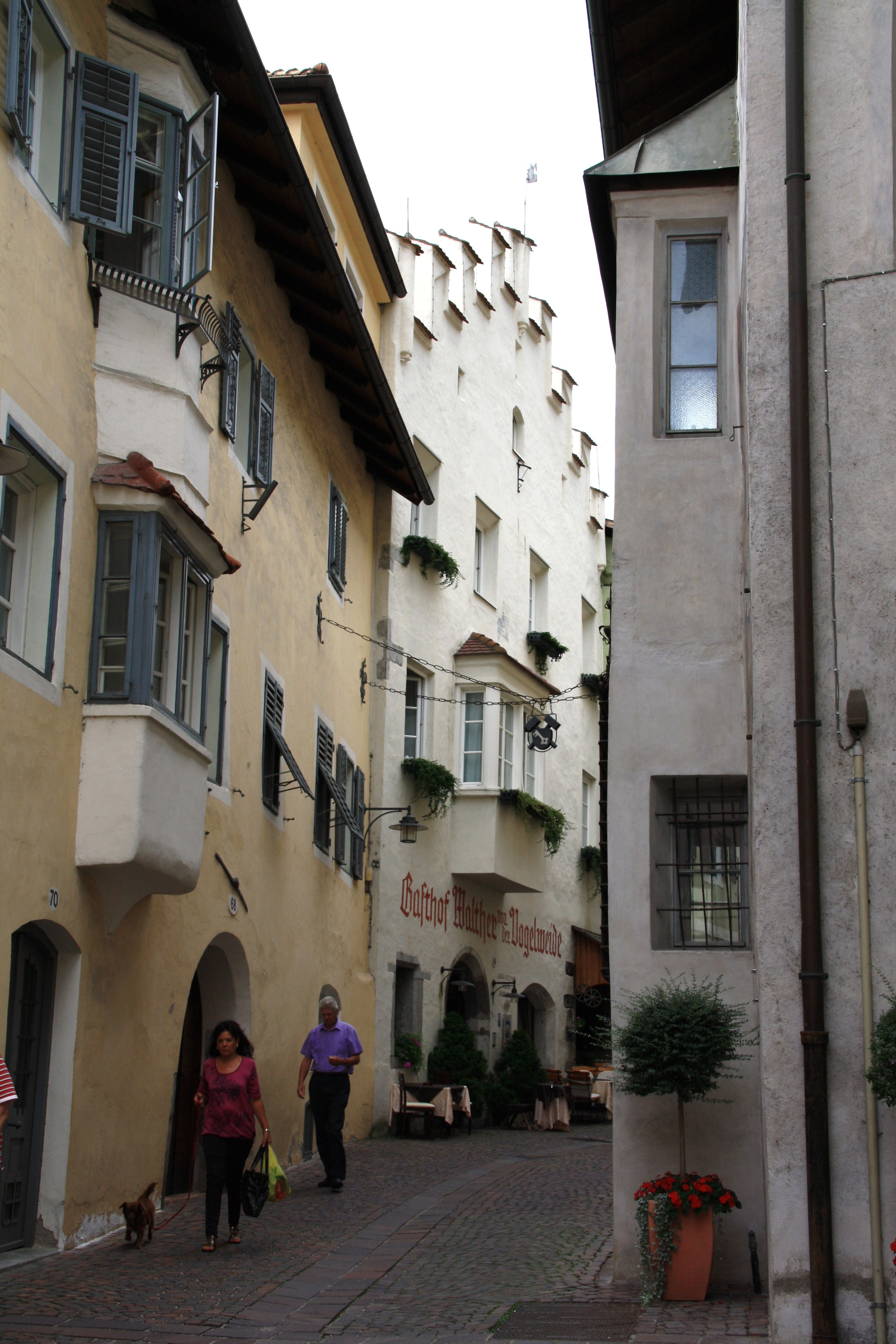

Chiusa (en alemán Klausen) es un municipio de 4.622 habitantes perteneciente a la Provincia Autónoma de Bolzano. Pertenece al comprensorio Valle Isarco.

## Geografía
Chiusa se encuentra a lo largo del curso del río Isarco e históricamente es una ciudad aduanera. Posee el título de ciudad, al igual que otras 7 comunas del Alto Adigio. 

  
Se encuentra a unos 30 kilómetros al norte de Bolzano y a unos 10 al sur de Bressanone. 
| Habitantes (censo de 2001) | 91,11% idioma alemán  |
| Habitantes (censo de 2001) | 8,29% idioma italiano |
| Habitantes (censo de 2001) | 0,60% idioma ladino   |

  
La ciudad de Chiusa se encuentra a lo largo de la estatal del Brennero, bajo el peñón de Sabiona. 
  

## Historia

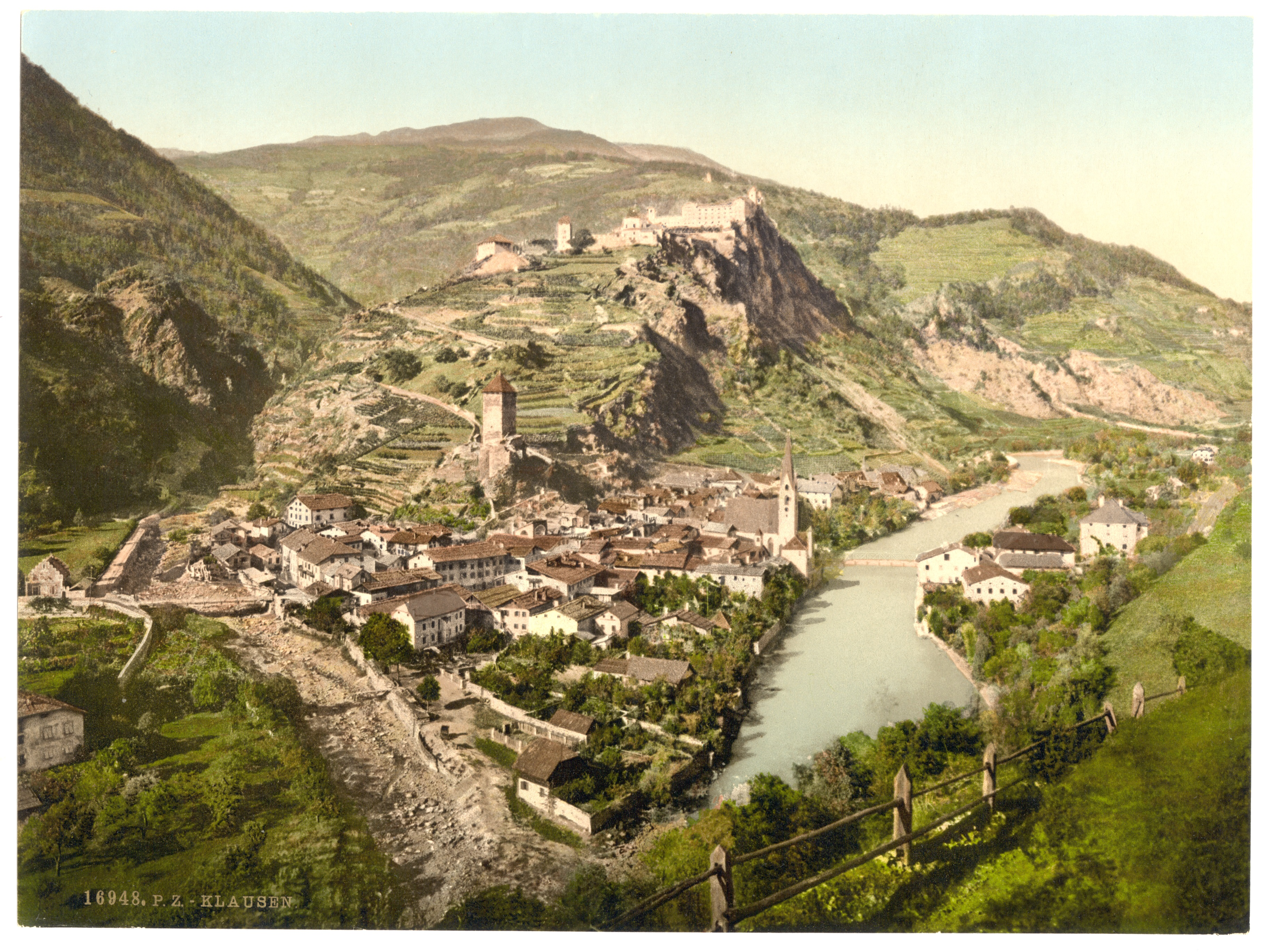
Imagen de 1900.

El nombre Chiusa deriva evidentemente del latín clausa, clusa, que significa dique de un curso de agua, en este caso del Isarco. El nombre aparece por primera vez en 1027 como Clausa o Clusa.
El territorio municipal, dominado por el monasterio de Sabiona (en alemán Säben), ya fue poblado antes de Cristo.
Entre el 800 y el 1000, Sabiona se convierte en una importante sede obispal, antes de ser trasladada a Bressanone. 
En 1494, el pintor alemán Alberto Durero se queda en Chiusa para pintar la ciudad. Sus impresiones quedaron plasmadas en el grabado "Das große Glück." 
De la estación de Chiusa partía la línea ferroviaria, ahora cerrada al tráfico, hacia el Val Gardena.

## Evolución demográfica
| Gráfica de evolución demográfica de Chiusa entre 1921 y 2001                 |
|                                                                              |
| Fuente: Istituto Nazionale di Statistica - Elaboración gráfica por Wikipedia |

## Administración
- Alcalde (Sindaco): Arthur Scheidle desde el 08/05/2005